# دادستان بد
دادستان بد (انگلیسی: Bad Prosecutor؛‏ کره‌ای: 진검승부) یک مجموعه تلویزیونی محصول کره جنوبی در سال ۲۰۲۲ با بازی دو کیونگ سو و لی سه هی است. این مجموعه داستان دادستانی را بازگو می‌کند که با قدرت‌های فاسد مبارزه می‌کند. دادستان بد از ۵ اکتبر تا ۱۰ نوامبر ۲۰۲۲، روزهای چهارشنبه و پنجشنبه ساعت ۲۱:۵۰ (کی‌اس‌تی) از کی‌بی‌اس۲ برای ۱۲ قسمت پخش شد.
این مجموعه از ٢٧ بهمن ١۴٠٣ هر شب ساعت ٢٣ از شبکه تهران پخش می شود.

## بازیگران

### اصلی
- دو کیونگ سو در نقش جین جونگ[۶]

یک دادستان در دفتر شعبه سه دادستان مرکزی منطقه.
- لی سه هی در نقش شین آ را[۷]

یک دادستان ارشد در دفتر دادستان مرکزی منطقه با مهارت‌های کاری و مهارت‌های اجتماعی عالی.
- ها جون در نقش اوه دو هوان[۸]

یک دادستان در دفتر دادستانی مرکزی منطقه.

## تولید
در ۲۸ اکتبر ۲۰۲۲ گزارش شد که فیلم‌برداری دادستان بد در ۳۱ اکتبر به پایان خواهد رسید.